# Kasteel Wineck
Het Kasteel Wineck (Frans: Château de Wineck) is een kasteel in de Franse gemeente Dambach, gelegen op 368 m hoogte. Het kasteel is rond het jaar 1300 gebouwd voor de familie Windstein. Het is ongetwijfeld opgevat als een observatiepost die bedoeld is als aanvulling op het verdedigingssysteem van het kasteel van Schœneck, waarvan het niet erg ver verwijderd is. Het kasteel werd aan het einde van de 17de eeuw in opdracht van de Franse koning ontmanteld.
Gelegen op een rotsachtige heuvelrug, heeft het kasteel slechts een deel van de met gebouchardeerde hoeken veelhoekige donjon kunnen behouden. Het is toegankelijk via een galerij die uit de rots is uitgehouwen, met een deur halverwege de klif. Het boerenerf aan de oostzijde, wordt begrens door een deels bewaard gebleven omheining. Het kasteel werd ingeschreven als monument historique in 1985.